# Руска Гандева
Руска Петкова Гандева, с фамилия по рождение Атанасова, е българска класическа филоложка, латинистка, преподавателка и декан в Софийския университет.

## Биография
Родена е на 2 август 1911 г. в  Пловдив, където започва образованието си. После учи в Първа софийска девическа  гимназия, и през 1933 г. завършва класическа филология в СУ. Специализира в Прага през 1934-1935 г . 
Съпруга е на историка Христо Гандев.
Започва да работи като гимназиален преподавател, а след 1947 г. преподава в СУ. След хабилитирането си чете лекции по история на римската литература. От 1974 г. е професор. Носител е на орден „Св. св. Кирил и Методий“, I степен.
Извън авторството на университетски учебници тя публикува множество изследвания върху римската литература, както и монографии. 